# Abdelhakim Sameur
Abdelhakim Sameur (en arabe : عبد الحكيم سامر) est un footballeur algérien né le 12 novembre 1990 à Khenchela. Il évolue au poste de milieu défensif à l'USM Khenchela.

## Biographie
Abdelhakim Sameur évolue en première division algérienne avec les clubs du WA Tlemcen, du CS Constantine, du CR Belouizdad, de l'Olympique de Médéa et de l'US Biskra. Il joue plus de 200 matchs en première division.
Le 28 juin 2011, il se met en évidence avec l'équipe de Tlemcen, en étant l'auteur d'un doublé lors de la réception de l'équipe de Belouizdad. Son équipe l'emporte sur le score sans appel de 4-0. Le 19 octobre 2013, il s'illustre de nouveau avec l'équipe de Constantine, en marquant un doublé lors de la réception du Chabab Riadhi Baladiat Aïn Fakroun, permettant à son équipe de l'emporter 2-1.
Il participe à la Coupe de la confédération en 2014 puis en 2016 avec l'équipe de Constantine. Il joue huit matchs dans cette compétition, pour deux buts inscrits.
A plusieurs reprises, il officie comme capitaine de l'équipe de Constantine.

## Palmarès
- Finaliste de la Supercoupe d'Algérie en 2017 avec le CR Belouizdad